# American Thoracic Society
L'American Thoracic Society (Societat Toràcica Americana), és una societat fundada el 1905, inicialment formada com una divisió de la American Lung Associaton, anomenada Societat Americana Sanatorial, i posteriorment el seu nom actual.
És una societat independent, internacional, amb objectius educacionals i científics. A l'any (2004) tenia 13.500 membres, dels quals el 25% no eren nord-americans. Publica dues de les revistes de major impacte dintre de la pneumologia, vigilància intensiva, com són : American Journal of Respiratory and Critical Care Medicine (AJRCCM) i American Journal of Respiratory Cell and Molecular Biology (AJRCMB).

## Adreça
- American Thoracic Society

61 Broadway
Nova York, NY 10006-2755
Veu: 212-315-8600
Fax: 212-315-6498